# Opel GT (1968)
Opel GT – samochód sportowy klasy kompaktowej produkowany przez niemiecką markę Opel w latach 1968–1973.

## Historia i opis modelu

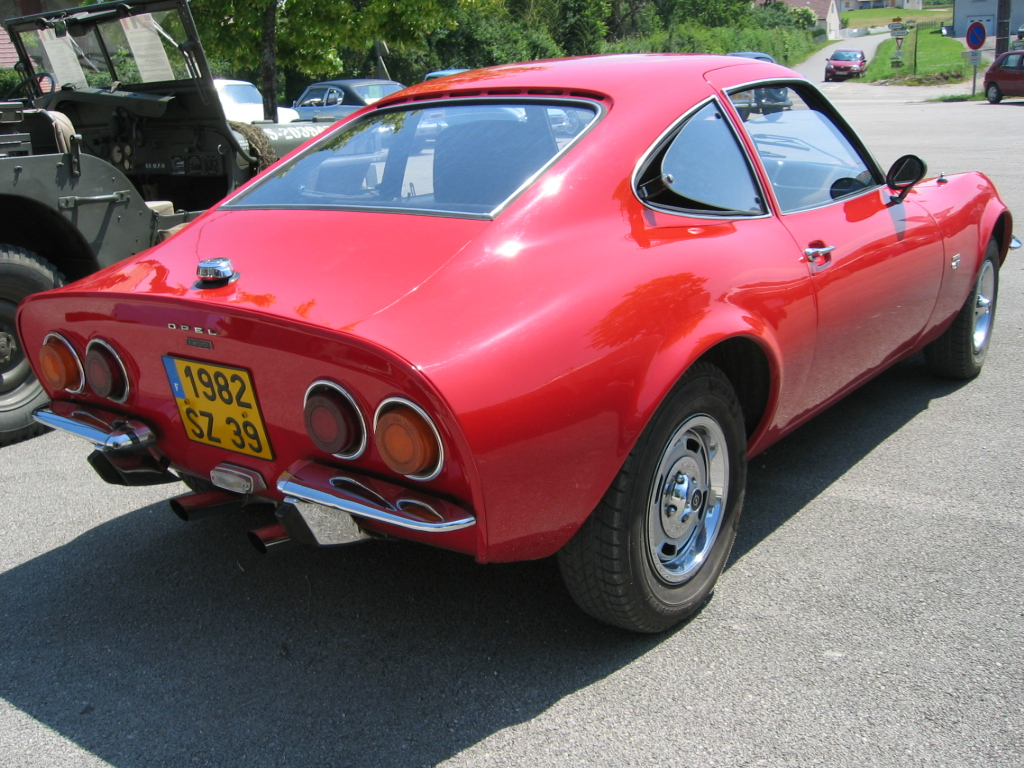
Opel GT – tył

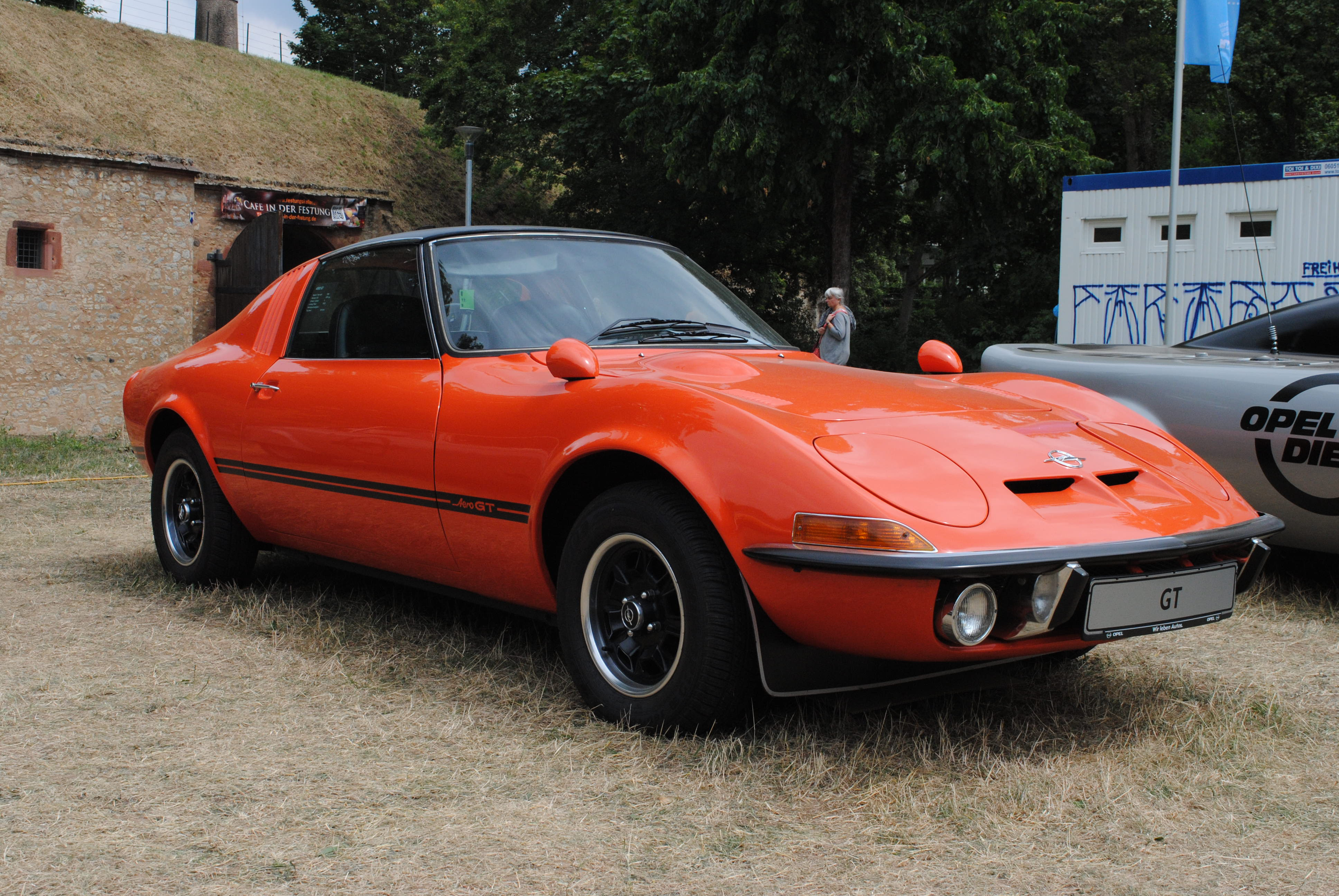
Opel Aero GT

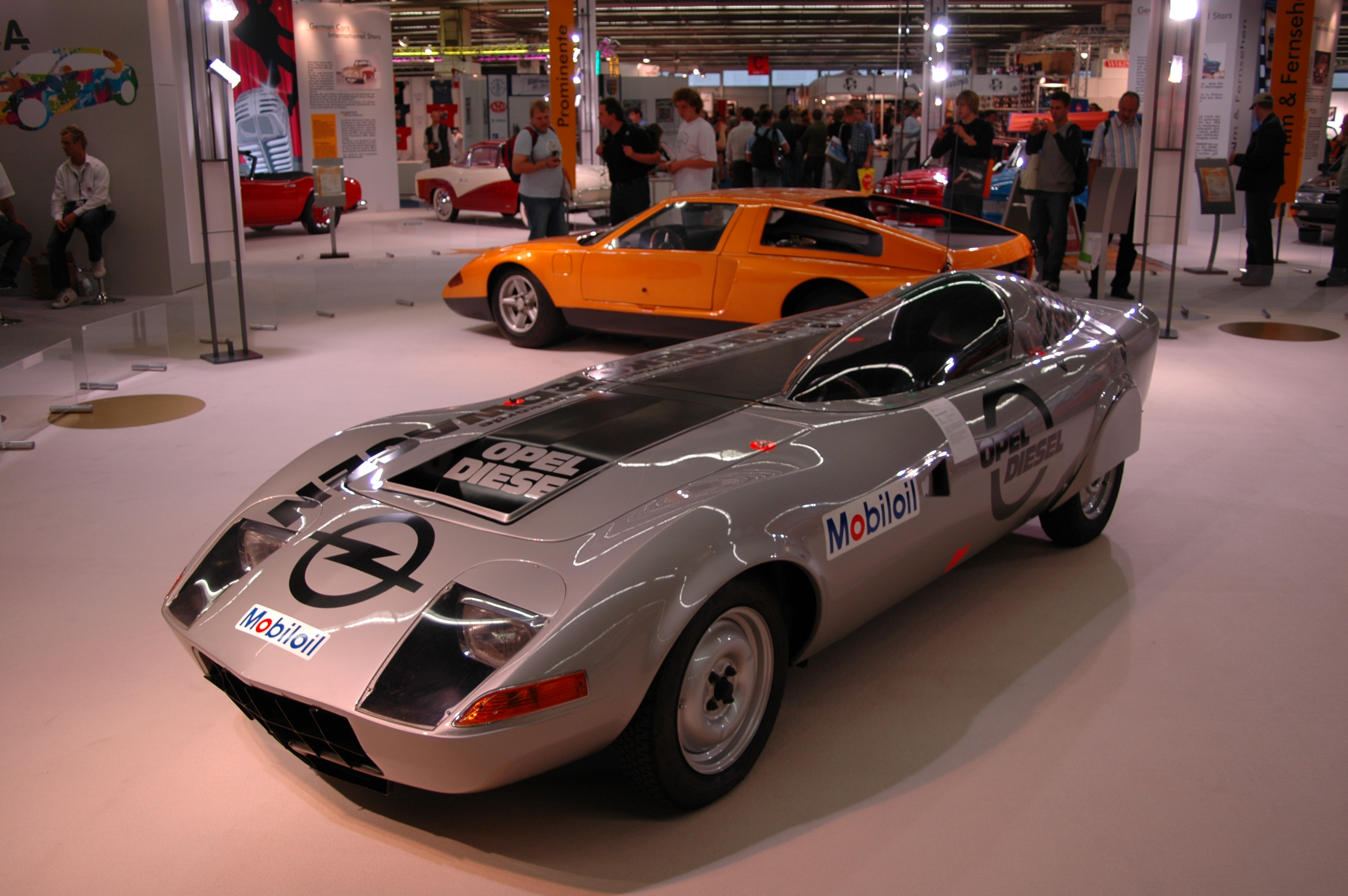
Opel Diesel Rekordwagen

Historia pojazdu sięga roku 1962, kiedy to jesienią w centrum stylistycznym Opla w Rüsselsheim podjęto pierwsze kroki do stworzenia sportowego pojazdu marki Opel. Prace konstruktorskie i stylistyczne prowadzone były pod okiem Charlesa M. Jordana. W pierwszej fazie projektu opracowana została koncepcja nowego pojazdu bazującego na wygodnych i nisko umieszczonych fotelach, natomiast faza druga skupiła się na propozycji nadwozia, które opracowane zostało pod kątem aerodynamicznym.
Pierwszy koncept zaprezentowany został w 1965 roku podczas targów motoryzacyjnych we Frankfurcie pod nazwą Experimental GT, który zbudowany został na bazie płyty podłogowej modelu Kadett B. Krótko przed rozpoczęciem seryjnej produkcji pojazdu, szefowie Opla musieli znaleźć firmę, która zajęła by się produkcją karoserii. Z powodu w pełni wykorzystanych mocy przerobowych niemieckiego Karmanna, o pomoc w budowie karoserii poproszono pod paryską firmę Brissonneau & Lotz, która dawniej współpracowała z Oplem. Z uwagi na fakt, że firma ta nie był w stanie sama sprostać zadaniu, zwerbowała do współpracy francuskiego producenta nadwozi Chausson. Wytłoczone i pospawane karoserie przez Chausson przewożone były do firmy Lotz, gdzie je lakierowano i wyposażano w tapicerkę. Kompletne nadwozia transportem kolejowym przewożono do fabryki Opla w Bochum, gdzie montowano zespoły podwoziowe z napędem.

### Premiera i produkcja
Światowa premiera pojazdu miała miejsce we wrześniu 1968 roku podczas targów motoryzacyjnych we Frankfurcie. Najbardziej wyróżniającym elementem pojazdu była jego stylistyka. Przód pojazdu zdobił wąski, chromowany zderzak, pod którym umieszczono dwie halogenowe lampy świateł drogowych. Jednym z wyróżniających się elementów designu były dwie szczeliny na masce silnika, która doprowadzały powietrze do jego komory. Elegancki tył pojazdu wyposażony w pochyłą szybę, zakończony ostrą krawędzią wyposażono w centralnie umieszczony wlew paliwa.
Samochód wykorzystywał zespół podwoziowy modelu Kadett B. Oś przednia pojazdu była resorowana za pomocą poprzecznych resorów piórowych, a napędzana sztywna oś tylna – sprężynami skrętnymi. Od początku pojazdu oferowano z dwoma, podłużnie umieszczonymi silnikami benzynowymi. Model 1100 GT napędzał czterocylindrowy silnik OHV o pojemności 1078 cm³ i mocy 60 KM, a model 1900 GT o pojemności 1897 cm³ i mocy 102 KM.
We wrześniu 1969 roku podczas targów motoryzacyjnych we Frankfurcie zaprezentowano otwarty model Aero GT ze zdejmowanym dachem i pałąkiem bezpieczeństwa za fotelami. Karoseria typu targa zbudowana została przez włoskiego specjalistę, firmę Fissore. Z uwagi na prawdopodobnie wysokie koszty produkcji, auto nie zostało wprowadzone do produkcji. Wiosną 1970 roku zakończono budowę słabszego wariantu GT 1100, ale z uwagi na targi motoryzacyjne w Genewie w 1971 roku zastąpiono go modelem GT/J, który otrzymał silnik z modelu GT 1900, ale posiadał uboższe wyposażenie. W tym samym roku z powodu zaostrzeń limitów norm spalin w USA Opel zredukował stopień kompresji w silniku 1.9 w związku z czym jego moc spadła do 83 KM.

### Eksperymenty
W 1971 roku zrealizowany został eksperyment w postaci modelu GT Elektro, wyposażonego w dwa silniki elektryczne produkcji Boscha, które razem dostarczały moc około 120 KM. Firma Varta dostarczyła niklowo-kadmowe ogniwa, natomiast producent opon, firma Continental zadbała o ogumienie o niskim oporze toczenia. Eksperyment zakończony został niepowodzeniem z powodu zbyt szybkiego wyczerpania baterii podczas próby bicia rekordu prędkości pojazdów o napędzie elektrycznym na dystansie 100 km.
W czerwcu 1972 roku model GT posłużył za podstawę samochodu – rekordzisty Opla Diesel Rekordwagen, który przekonać miał publiczność o doskonałych parametrach silnika wysokoprężnego, który debiutował w osobowym modelu Rekord D. Poddane znacznym modyfikacjom nadwozie, tylko z wyglądu przypominało model GT. Doładowany silnik o pojemności 2.1 l rozwinął moc 95 KM. Diesel Rekordwagen ustanowił 2 światowe i 18 międzynarodowych rekordów, wśród samochodów napędzanych silnikami wysokoprężnymi.

### Koniec produkcji
Produkcja pojazdu z drobnymi zmianami trwała do lata 1973 roku, kiedy to podjęto decyzję o jej zakończeniu. Jedną z przyczyn było przejęcie wytwórni karoserii przez francuski koncern Renault. W podobnym czasie zmianie uległy przepisy bezpieczeństwa w Stanach Zjednoczonych, gdzie eksportowano 70% produkcji modelu GT. Dalsza sprzedaż wymagała pozytywnego zakończenia testów zderzeniowych, których samochód nie mógł przejść bez znaczących zmian konstrukcyjnych. Konieczne byłoby przekonstruowanie zderzaków oraz przeniesienie ich na wyższe pozycje. Wprowadzone nowe normy emisji spalin wymusiłyby też zasadnicze zmiany w konstrukcji silnika. Z uwagi na nieopłacalność inwestycji, zarząd Opla podjął decyzję o zakończeniu produkcji w sierpniu 1973 roku, kiedy wyprodukowany został ostatni egzemplarz pojazdu o numerze seryjnym 103 463.

### Dane techniczne
| Modell:                            | Opel GT 1100                                   | Opel GT 1900                                   | Opel GT / J                                    | GT Diesel Rekordwagen                          |
| ---------------------------------- | ---------------------------------------------- | ---------------------------------------------- | ---------------------------------------------- | ---------------------------------------------- |
| Lata produkcji:                    | 08.1968 – 05.1970                              | 08.1968 – 07.1973                              | 03.1971 – 07.1973                              | 06.1972 – jeden egzemplarz                     |
| Silnik:                            | Czterocylindrowy, rzędowy, montowany wzdłużnie | Czterocylindrowy, rzędowy, montowany wzdłużnie | Czterocylindrowy, rzędowy, montowany wzdłużnie | Czterocylindrowy, rzędowy, montowany wzdłużnie |
| Rozrząd:                           | OHV                                            | OHC                                            | OHC                                            | OHC                                            |
| Średnica cylindra x skok tłoka:    | 75 × 61 mm                                     | 93 × 69,8 mm                                   | 93 × 69,8 mm                                   | 88 × 85 mm                                     |
| Pojemność skokowa:                 | 1078 cm³                                       | 1897 cm³                                       | 1897 cm³                                       | 2068 cm³                                       |
| Moc maksymalna (kW przy obr./min): | 44 kW (60 KM) / 5200                           | 66 kW (90 KM) / 5100                           | 66 kW (90 KM) / 5100                           | 70 kW (95KM) / 4000                            |
| Maksymalny moment obrotowy:        | 85 Nm / 4400 min                               | 149 Nm / 2800 min                              | 149 Nm / 2800 min                              | 160 Nm / 3200                                  |
| Stopień sprężania:                 | 9,2 : 1                                        | 9,5 : 1                                        | 9,5 : 1                                        | 17,5 : 1                                       |
| Zasilanie:                         | Dwa gaźniki Solex 35 PDSI                      | Gaźnik Solex 32/32 DIDTA                       | Gaźnik Solex 32/32 DIDTA                       | Pompa wtryskowa Bosch VE                       |
| Masa własna (kg):                  | 845                                            | 940                                            | 940                                            | 967                                            |
| Prędkość maksymalna (km/h):        | 155                                            | 185                                            | 185                                            | 197                                            |
| Przyśpieszenie od 0 do 100 km/h:   | 16,5 s                                         | 11,5 s                                         | 11,5 s                                         | nieznane                                       |
| Średnie zużycie paliwa (l/100 km): | 11,5                                           | 12,5                                           | 12,5                                           | nieznane                                       |